# 안티 소셜 미디어
안티 소셜 미디어(Anti Social Media)는 덴마크의 4 인조 음악 그룹이다. 유로비전 송 콘테스트 2015에서 덴마크 대표로 참가했다. 

## 구성원
- 필리프 토른힐 (Philip Thornhill)
- 니콜라이 퇴츠 (Nikolaj Tøth)
- 다비드 방 (David Vang)
- 에밀 비싱 (Emil Vissing)

## 디스코그래피

### EP
- The Way

### 싱글
- The Way You Are
- More Than a Friend
- Fire Exit